# Wladislaw Sergejewitsch Konopljow

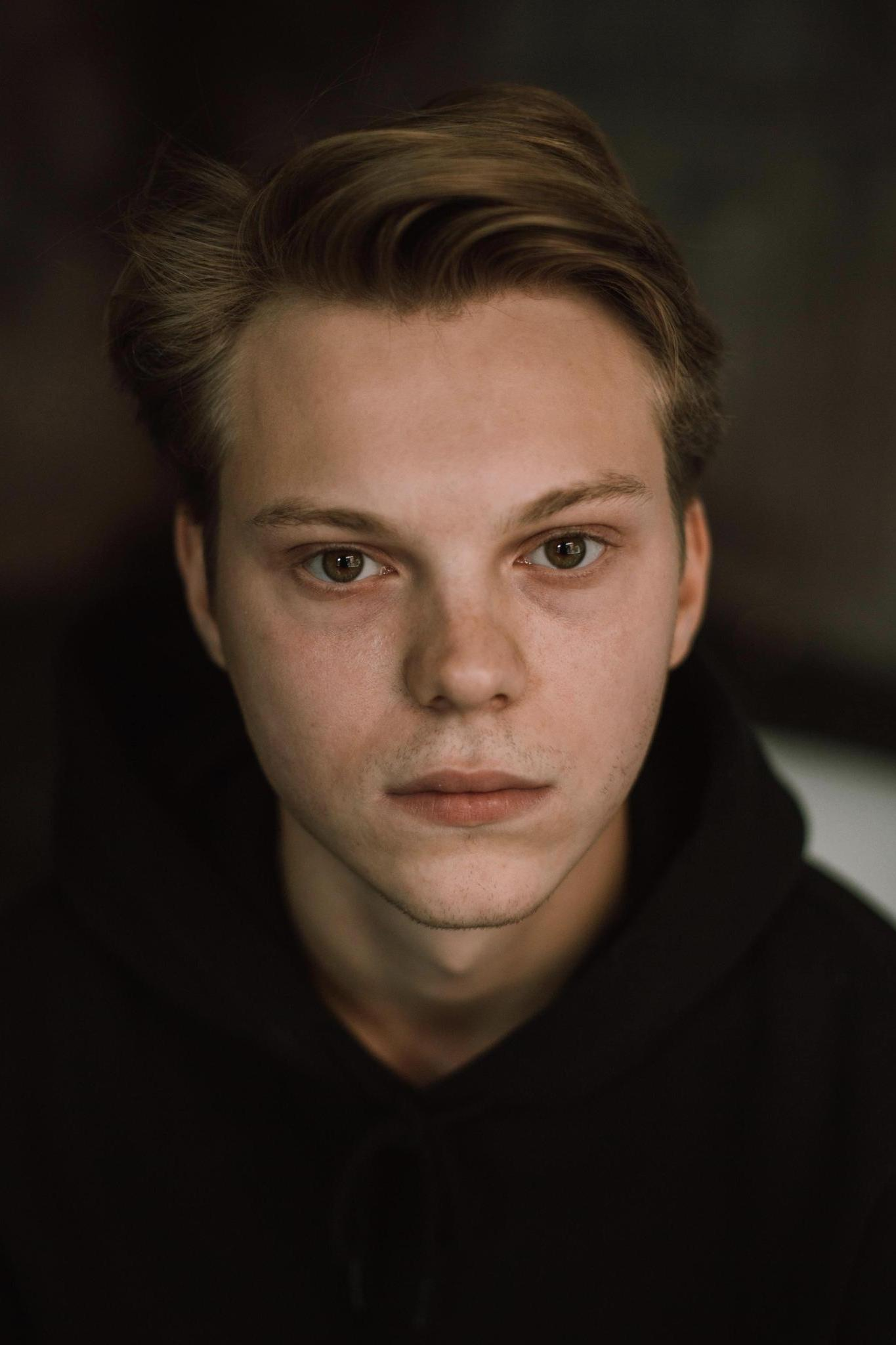
Wladislaw Sergejewitsch Konoplew, 2023

Wladislaw Sergejewitsch Konopljow (russisch Владислав Сергеевич Коноплёв, wiss. Transliteration Vladislav Sergeevič Konoplev; * 29. September 1997 in Liwny, Oblast Orjol) ist ein russischer Schauspieler.

## Leben
Konopljow wurde am 29. September 1997 in Liwny geboren. Er machte 2020 seinen Schauspielabschluss am Gerassimow-Institut für Kinematographie. Bereits 2015 feierte er sein Schauspieldebüt im Film Univer. Novaya obshchaga. Eine größere Rolle übernahm er 2019 im Horrorfilm Queen of Spades – Through the Looking Glass in der Rolle des Kirill. Im selben Jahr verkörperte er in 17 Episoden der Fernsehserie Mamy chempionov die Rolle des Petya Ovsyankin.

## Filmografie (Auswahl)
- 2015: Univer. Novaya obshchaga (Универ. Новая общага)
- 2015–2017: Posledniy ment (Последний мент) (Fernsehserie)
- 2016: Vos'midesyatyye (Восьмидесятые)
- 2016: Rodnyye lyudi (Родные люди)
- 2017: Vaš repetitor (Ваш репетитор)
- 2017: Svideteli (Свидетели)
- 2018: Chastitsa Vselennoy (Частица Вселенной) (Mini-Serie, Episode 1x01)
- 2018: Your Tutor (Vash repetitor/Ваш репетитор)
- 2019: Queen of Spades – Through the Looking Glass (Pikovaya dama. Zazerkale/Пиковая дама: Зазеркалье)
- 2019: Mamy chempionov (Мамы чемпионов) (Fernsehserie, 17 Episoden)